# PEN Clube do Brasil
PEN Clube do Brasil, fundado na cidade do Rio de Janeiro no dia 2 de abril de 1936, é uma organização de escritores empenhada na defesa da liberdade de expressão e nos direitos e valores humanistas. O PEN Brasil faz parte do PEN Internacional e possui uma ligação linguística com o PEN Clube Português.
Como uma associação civil, de caráter cultural, não governamental e sem fins lucrativos, o PEN do Brasil congrega escritores e profissionais da palavra de nacionalidade brasileira como poetas, escritores e novelistas (no inglês Poetry, Essay and Novel, originando a sigla P.E.N.).
A entidade foi fundada pelo teatrólogo e romancista Cláudio de Sousa, já teve e possui afiliados consagrados na literatura brasileira como: Guimarães Rosa, Manuel Bandeira, Carlos Drummond de Andrade, Austregésilo de Athayde, Carlos Heitor Cony, José Mindlin, José Sarney, João Ubaldo Ribeiro, Paulo Coelho, Nélida Piñon, entre outros.

## Ligação externa
- Sítio Oficial do PEN Clube do Brasil
- Sítio Oficial do PEN Clube Português